# Marcos Freire
Marcos Freire, né le 16 juin 2006 à Sorengo en Suisse, est un coureur cycliste espagnol membre de l’équipe UAE Emirates Gen-Z.

## Biographie
Marcos est le fils du champion cycliste Óscar Freire.

### Carrière
Freire passe deux saisons dans l'équipe Bathco où il remporte plusieurs courses d’un jour et même des contre-la-montre. Déjà repéré par la formation émirati en 2022 à l’occasion d'un stage avec Tadej Pogačar, il signe pour l’année 2025 avec l'équipe UAE Emirates Gen-Z. Toutefois il réalise son début de saison avec l'équipe UAE Emirates XRG où il prend le départ de plusieurs classiques espagnoles.

### Style et caractéristiques
Freire est décrit comme un coureur polyvalent, à l'aise lorsque la route s'élève, il dispose également de qualités de rouleur et de sprinteur.

## Palmarès sur route

### Par année
- 2023
  - 2e et 3e étapes du Trophée Carballo juniors
  - 2e du Trophée Carballo juniors
- 2024
  - 2e et 3e étapes du Tour de Valladolid juniors
  - Circuit d'Escalante